# Alpan Fluctus
L'Alpan Fluctus è una struttura geologica della superficie di Venere.